# Grain (photographie)
Pour les articles homonymes, voir Grain.

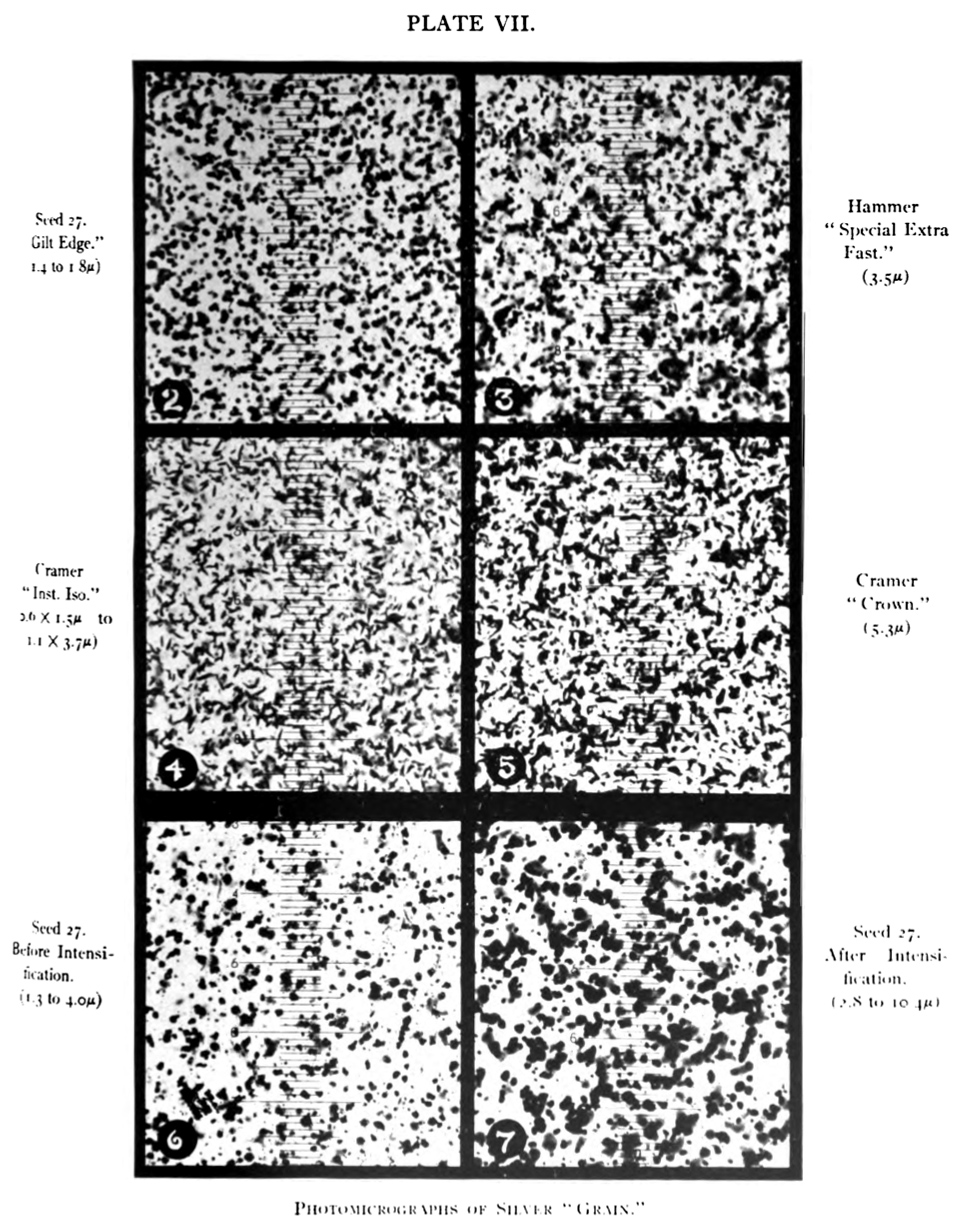
Micrographie du grain de différentes pellicules photographiques.

Le grain ou la granulosité d'une photo désigne un effet optique : la texture aléatoire des  pellicules photographiques developpées à l'halogénure d'argent. Cette texture est due à la fixation aléatoire des particules photosensibles en émulsion sur la pellicule. La taille de grain dépend de la qualité du film et, naturellement, de l'agrandissement réalisé au tirage.
Par extension, on appelle « grain photographique », le plus petit détail visible d'un tirage photographique.

## Aspects chimiques
La taille et la morphologie des particules d'halogénure d'argent imbibant la pellicule vierge jouent un rôle crucial dans la réaction du film au temps d'exposition et les caractéristiques de l'image après développement. Il y a une relation entre la taille des grains et la sensibilité de la pellicule : des cristaux métalliques avec une plus grande surface offrent une meilleure chance de capter assez d'énergie lumineuse pour former les précipités d'argent Ag4 amorçant la réaction autocatalytique de développement, et donc de donner une photo correcte au développement. Une pellicule intégrant des cristaux plus gros est donc pour cela plus sensible, mais au risque d'une granulosité plus perceptible. Une pellicule à grain fin offre, au contraire, une meilleure résolution (elle préserve mieux les détails), et exige une plus forte exposition à la lumière.
Les pellicules à grain tabulaire sont faites de micro-plaquettes (de largeur supérieure à deux fois l'épaisseur, mais souvent bien davantage). Cette microstructure favorise un meilleur recouvrement des cristaux, propre à réduire le blanc intergranulaire et à augmenter le contraste, pour une teneur d'argent équivalente, car sa structure plus compacte diminue aussi l'épaisseur de la couche d'émulsion ; mais elle est aussi plus difficile à rincer au cours de la désensibilisation. Les micro-plaquettes absorbent mieux les colorants photosensibles et dispersent moins la lumière, donnant des photos plus nettes mais des dégradés médiocres. Elles sont peu sensibles aux longueurs d'onde courtes (ultra-violets et rayons X) ce qui, à long terme, préserve les photos de l'atténuation caractéristique. On fabrique ce type de pellicules grâce à une étape supplémentaire, où un solvant élimine les cristaux sphéroïdes, puis où les micro-plaquettes restantes croissent en taille par mûrissement d'Ostwald.
Il reste que les émulsions photo classiques, à particules sphéroïdes, présentent une grande variété de taille et d'orientation des microcristaux métalliques, et sur une large plage de temps d'exposition, ont un effet de grain moins marqué.
Mais on peut adapter les deux morphologies de particules pour en faire des nodules bicouches, avec une coque externe riche en iodures (donc à sensibilité élevée) et un noyau moins concentré et moins photosensible. À temps d'exposition égal, il en résulte un grain plus fin.
Quelle que soit la morphologie (micro-plaquettes ou sphéroïdes), on peut aussi jouer sur la distribution des tailles de grain ; la variété monosize, où la gamme de diamètre est étroite, permet de bien contrôler la sensibilité et de contenir l'effet de grain grâce à une meilleure compacité. À l'opposé, une grande plage de diamètres rend la pellicule plus polyvalente (présence de gros cristaux en ambiance sombre, et de petits cristaux en cas de surexposition), et moins difficile à développer.
Les pellicules à cristaux en bâtonnets sont tellement sensibles à la lumière qu'elles peuvent être semi-impressionnées pendant leur stockage, et donner un effet de brouillard.

## Variance et granulosité
La granulosité est une mesure de l'hétérogénéité de densité, caractérisée par l'écart-type des fluctuations de densité optique. On la mesure à l'aide d'un densitomètre doté d'un diaphragme de 48 µm d'ouverture, sur une pellicule développée avec une densité moyenne de 1.0 D (c'est-à-dire qu'elle transmet 10% de la lumière incidente).
On désigne plus précisément cet indicateur comme 1000 fois la granulosité d'écart diffus (diffuse RMS granularity times 1000). Une pellicule d'une granulosité de 10 présente une fluctuation de densité (spatiale) de 1% de l'ouverture de diaphragme.
Lorsque les particules de précipité d'argent sont suffisamment petites, l'ouverture de diaphragme standard couvre un grand nombre de ces particules : la moyenne est représentative, et la granulosité est faible ; mais s'il y a des grosses particules, l'ouverture standard n'éteint pas l'effet de fluctuation.

## Granulosité Selwyn
On a cherché à quantifier le grain des pellicules indépendamment de l'ouverture optique du micro-densitomètre avec lequel on le mesure. R. Selwyn a montré qu'à partir d'une certaine ouverture, la granulosité multiplée par la racine carrée de l'ouverture est pratiquement constante (« loi de Selwyn »). Ainsi, la « granulosité de Selwyn » est définie par:
{\displaystyle G=\sigma {\sqrt {2a}}}
où σ est l'écart-type de ganulosité et a est l'ouverture du diaphragme,.

## La granulosité en photo argentique et en photo numérique
Les images ci-dessous montrent quelques manifestations de l'effet de grain:

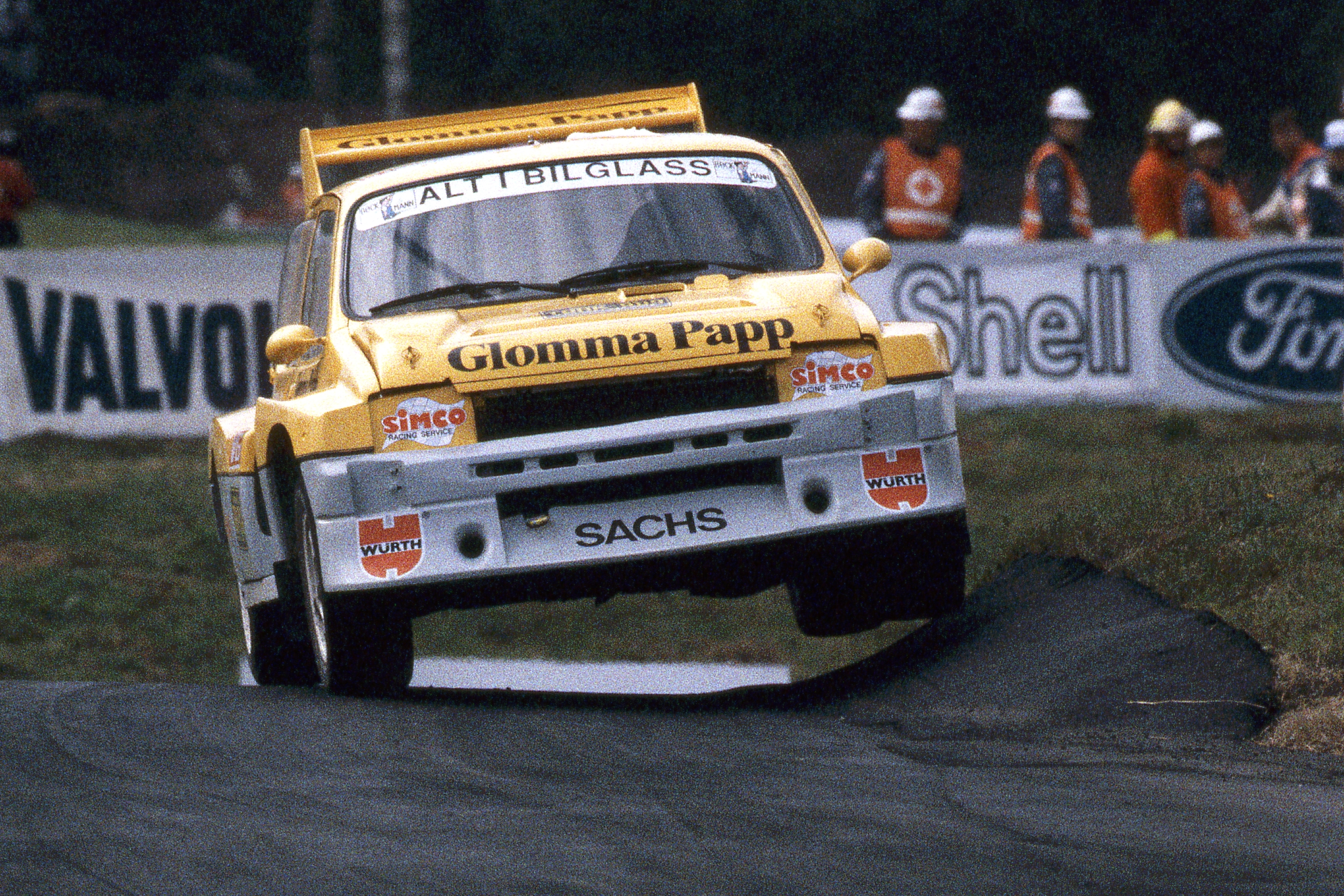
Voiture photographiée lors d'un rallye automobile avec une pellicule Agfa 1000 RS ;
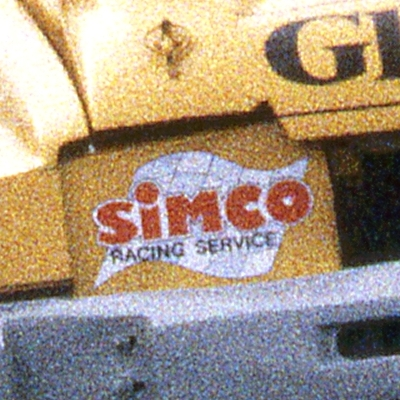
Detail de la même photo montrant le grain.
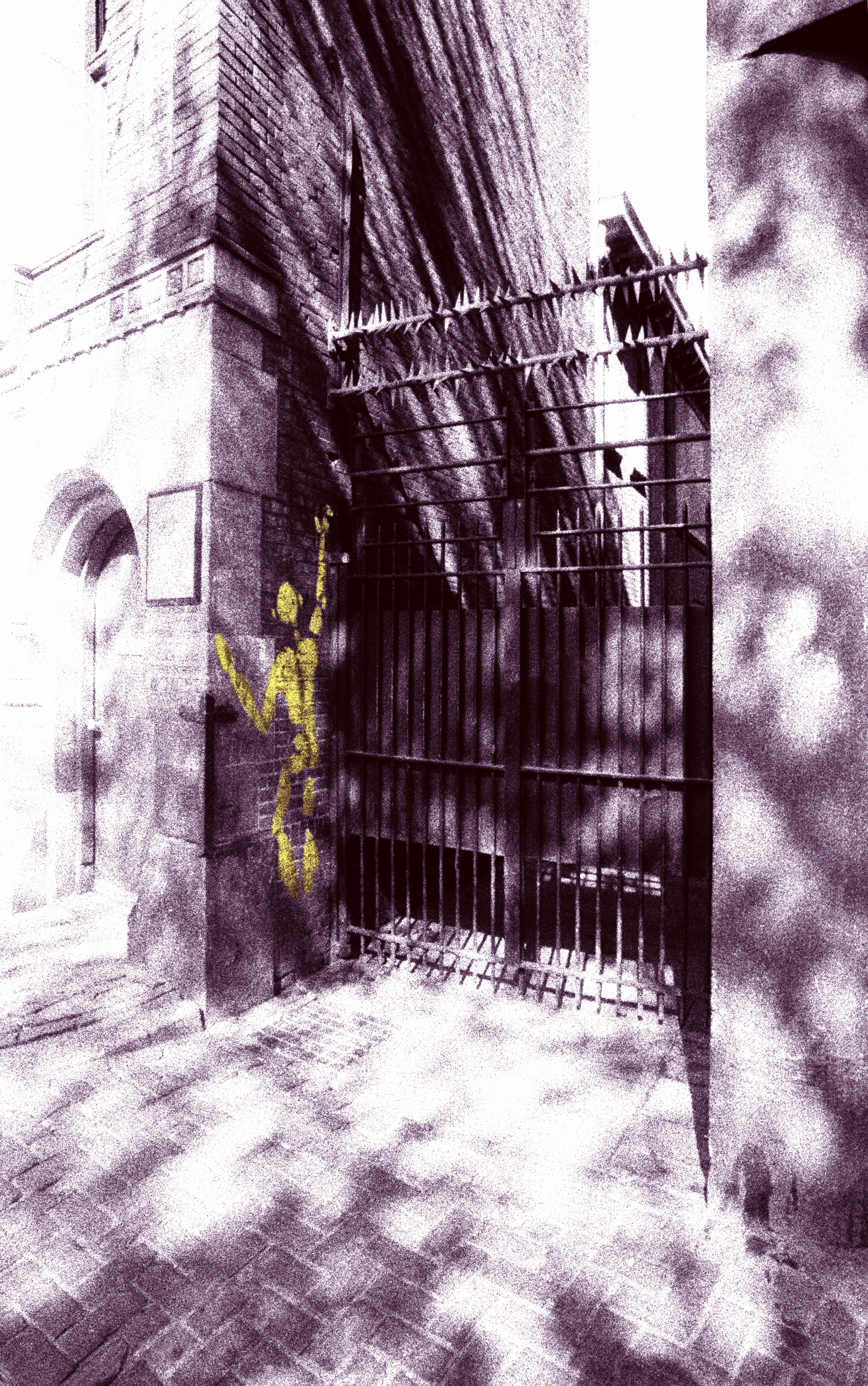
Graffiti photographié avec une pellicule Kodak 1000 ASA (Amsterdam, 1996).

La photo numérique est par nature immune aux effets de grain à proprement parler, puisqu'elle ne repose pas sur l'utilisation d'un support chimique ; mais elle est sujette à la pixellisation, de par la résolution de sa matrice de capteurs (par ex. de capteurs CCD) ; tout comme les pellicules à grain fin possèdent une meilleure résolution, mais moins de sensibilité, une matrice CCD plus dense offre des images de meilleure résolution, au détriment de la luminosité individuelle des capteurs. Ainsi, comme le grain des pellicules argentiques, la taille de pixel résulte d'un compromis entre la résolution d'image et la sensibilité à la lumière ; à ceci près que le grain argentique présente une densité aléatoire, alors que les capteurs d'une matrice CCD sont identiques et distribués régulièrement. Le réglage ISO d'un appareil photo numérique agit sur le gain de l'amplificateur du circuit de décodage des pixels. Une forte amplification ISO en ambiance sombre donne une image floue, assez différente du grain d'une photo argentique prise dans la pénombre avec une pellicule de sensibilité élevée.

## Simuler l'effet de grain

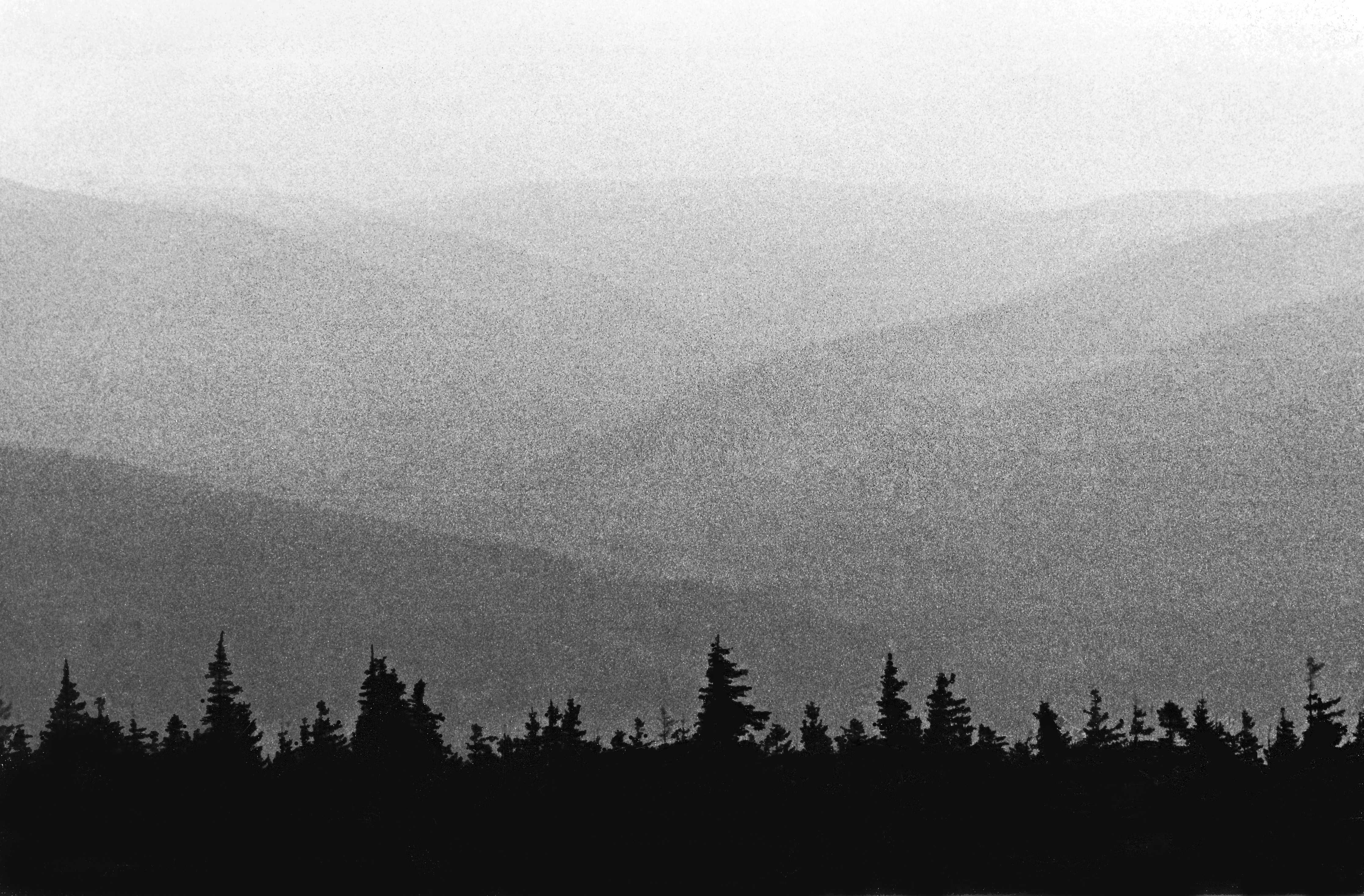
Exploitation du grain à des fins artistiques.

Mais on peut toujours, à des fins artistiques, simuler après-coup l'effet de grain grâce aux logiciels de retouche photo. Certains logiciels de traitement d'image (par ex.RawTherapee ou DxO PhotoLab) proposent des effets de rendu photo qui simulent le comportement de diverses marques de pellicules argentiques et leur grain caractéristique. Il existe aussi divers greffons pour Photoshop (par ex. Analog Efex and Silver Efex de Nik Collection).
En photo numérique, le bruit numérique se traduit parfois par un effet de grain.
La synthèse de grain par couches (Film grain overlay ou FGO en abrégé) est un procédé numérique consistant à simuler les caractéristiques des émulsions photo en appliquant différents seuils d'opacité à une image. Appliquée à une animation numérique, elle donne une fluctuation qui rappelle le film de cinéma traditionnel. Contrairement aux greffons des logiciels de retouche, la FGO repose sur un échantillonnage d'effets de grain recueillis sur des films argentiques grâce à une carte de balance des blancs.
Le grain d'une pellicule étant, de par sa nature aléatoire, difficile à encoder, certain codecs video, notamment l'AV1, incorporent un analyseur de bruit, pour filtrer l'effet de grain et stocker quelques paramètres décrivant l'enveloppe et la densité des particules à l'encodage. À la réécoute, le decodeur se sert de ces paramètres pour reconstituer un effet de grain similaire.